# Sant Miquel del Pla
Sant Miquel del Pla és una església del municipi de Tarragona, subseu actual de la Reial Germandat de Jesús Natzarè, protegida com a bé cultural d'interès local. La construcció que actualment es veu correspon al segle xviii (1734) amb un estil barroc classicista, però s'origina en el segle xii.
La primera església romànica es conserva parcialment com a resta arqueològica i la primera referència documental a l'existència de la mateixa data del 1154: és esmentada a la Butlla d'Anastasi IV del 21 de març amb la denominació Ecclesiam Sancti Michelis. El 1214 torna a aparèixer el nom en un plet de l'arquebisbe de Tarragona, Ramon de Rocabertí amb la ciutat.

## Descripció
Es tracta d'una petita església amb una nau principal i dues laterals, una cada costat de la principal. Els contraforts, visibles des de l'exterior, aguanten els murs de la nau principal que sobresurten per sobre de les laterals.
La coberta és a dues aigües.
Els altars són sumptuosament decorats per les diverses confraries que s'hi instal·laren.

## Història
Al lloc de l'actual temple, fou aixecada, els primers temps del cristianisme, una esglesiola ja anomenada Sant Miquel del Pla. La construcció data dels temps de sant Oleguer i una butlla d'Anastasi IV i una altra de Celestí III en fan menció.
Se sap que va pertànyer al gremi dels Teixidors i que el 22 de juny de 1631,  quan els Teixidors ja no podien fer front al manteniment, la Congregació de Preveres s'ha carregat de l'administració. Els preveres van emprendre una modernització total de l'edifici. En van canviar considerablement la fesomia i l'orientació i en van triplicar la superfície. Es documenta l'existència de nous altars el 1689, el 1720 amenaça runa i coneixem el nom del director de les obres de 1735: Josep Abat.
El 1766 es fan obres al campanar i el 1809 l'edifici serveix com a magatzem, el temple va ser profanat el 1816.
L'any 1989 es feu una intervenció arqueològica que permet localitzar  l'absis romànic i paviment, així com restes reaprofitades d'època tardoromana. Les façanes es van restaurar el 2008.